# 松菱

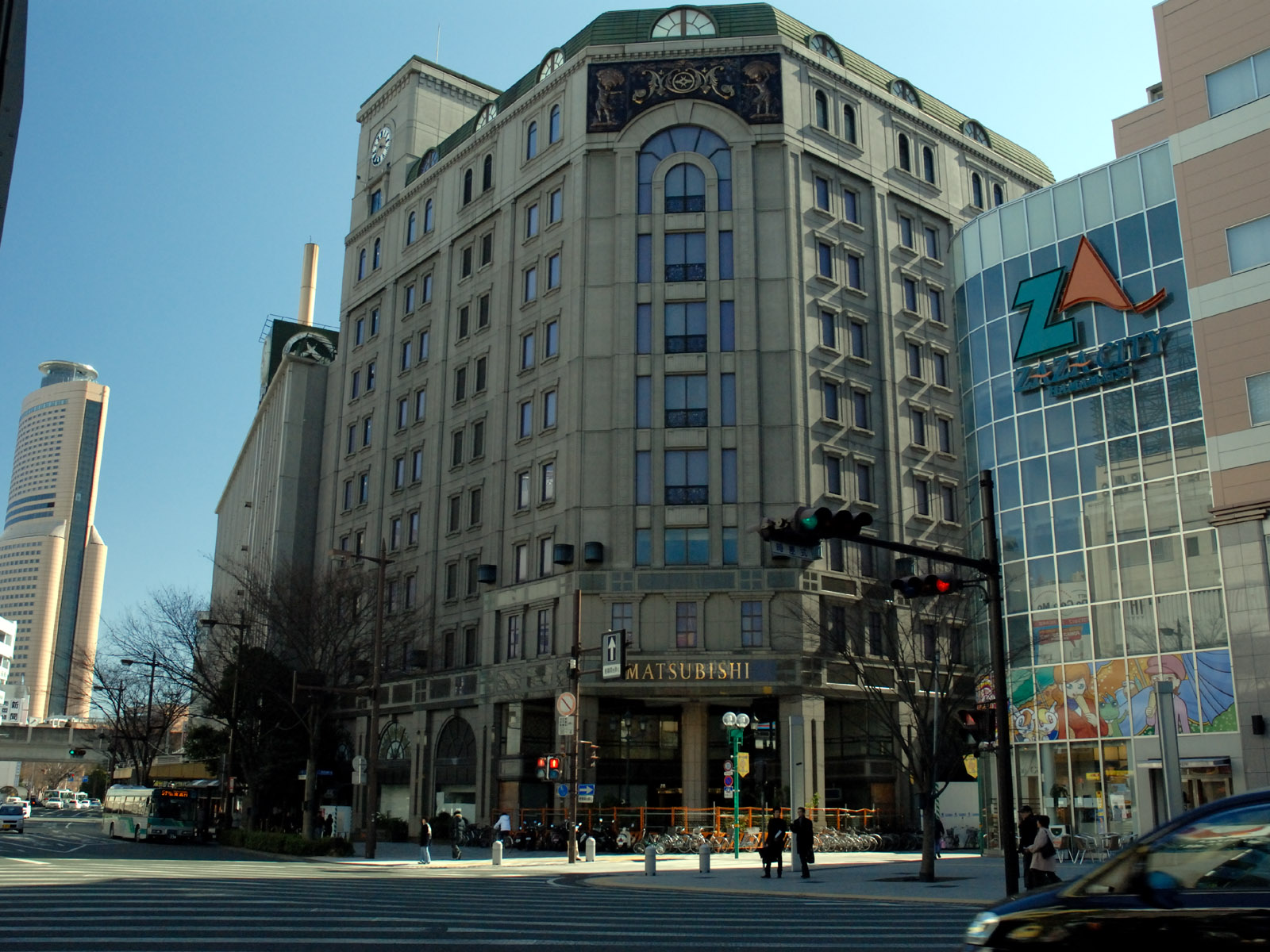
松菱（新館）

株式会社松菱（まつびし、英称：Matsubishi Co., Ltd.）は、かつて静岡県浜松市中区(現在の中央区)に存在した百貨店。
2001年（平成13年）11月14日、328億円の負債を抱え経営破綻した。破綻時の社長は谷忠直。所在地は静岡県浜松市中区(現・中央区)鍛冶町124番地。
丸に松葉菱を商標として使用していた。

## 歴史
- 1936年（昭和11年） - 本館ビル着工[5]。工事は大林組[6]。
- 1937年（昭和12年）
  - 4月19日 - 設立[1]。
  - 6月1日 - 地下1階地上8階建ての浜松初の百貨店として開店[2]。
- 1945年（昭和20年） - 浜松空襲にて被災したが、姿を留めた[7]。
- 1949年（昭和24年） - 全売り場を再開[6]。
- 1953年（昭和28年） - 沼津支店開設（1971年閉鎖（昭和46年））[8]。
- 1956年（昭和31年） - 改築。静岡県内初のエスカレーター設置[6]。
- 1960年（昭和35年） - 改築。静岡県内初の全館冷房を導入[6]。
- 1970年（昭和45年） - 本館増築。
- 1971年（昭和46年） - 浜松市（現在の浜松市中央区）鍛冶町に西武百貨店浜松店が開店。それまでは、静岡県西部地区で唯一の百貨店として、西武百貨店の進出後も浜松地区の商業の中心的役割を果たす。
- 1974年（昭和49年） - 本館増築。丸井浜松店開店。
- 1988年（昭和63年）9月14日 - 遠鉄百貨店開業。
- 1992年（平成4年）4月 - 遠鉄百貨店開業に対抗して「新館」を開店。売場面積が25271m2となり、静岡県内最大の百貨店となった。また、この年の売上高は過去最高の262億円を計上した。
- 1994年（平成6年）7月17日 - 丸井浜松店閉鎖。
- 1997年（平成9年）
  - 10月 - 215台収容の駐車場を完成。
  - 12月25日 - 西武百貨店浜松店閉鎖。
- 2001年（平成13年）
  - 11月13日 - 閉店し、全従業員を解雇[3]。
  - 11月14日 - 静岡地方裁判所浜松支部から自己破産宣告を受け経営破綻[3]。この時は共同ビルで一部店舗営業中、現在は移転。
- 2006年（平成18年）9月11日 - 破産廃止[9]。
- 2011年（平成23年）
  - 4月14日 - 地権者3社が解体に向け、正式合意[10]。
  - 12月1日 - 本館と共同ビル部分の解体工事開始[11]。
- 2012年（平成24年）9月 - 解体工事終了[12]。
- 2013年（平成25年）1月23日 - この日までに、跡地の地権者が事業計画を変更[13]。
- 2015年（平成27年）
  - 4月 - 残されていた新館の解体工事開始。
  - 12月 - 新館を解体、店舗跡は全て更地に。
- 2020年（令和2年）
  - 9月21日 - 跡地にシェイクスピアの「夏の夜の夢」を市民や学生が野外ステージで演じる「夏の夜の夢in浜松」が開かれた[14]。

## 概要
創業者の谷政二郎は兄・中林仁一郎とともに京都駅前で百貨店「丸物」の経営に関与し、同じ京都市下京区の四条河原町に「松菱呉服店」を創業しようとした。しかし、諸事情で断念し、代わりに当時人口15万人だった浜松市の発展性を見込んで浜松で当店を創業した。

### 丸物グループ
「丸物」のグループ店は東海地方と東京都内へ多数出店していた。戦前に開業した岐阜支店、戦後の混乱期に出店した大垣支店や舞鶴支店は別として、後年のそごうのような地域子会社で運営されていただけでなく、別名義を名乗った店もある。当店や津松菱・甲府松菱（のちの山交百貨店）など谷政二郎が主体となった松菱名義の店のほか、仁一郎の「三星」と老舗「十一屋」が合併し、中林家、およびオーナーが中林家と縁戚関係にある興和が運営する名古屋市の「丸栄」も含まれていた。
このため、丸物各店に加え、当店（浜松松菱名義）や甲府松菱・津松菱、丸栄（名古屋丸栄名義）は雑誌の裏表紙の下半分に「10都市を結ぶ躍進まるぶつ」との広告を丸物・松菱グループの合同で出したこともある。

### 大空襲の逸話
1945年（昭和20年）6月18日の浜松空襲により、浜松の町は大部分が破壊され瓦礫の山になってしまったが、松菱百貨店は奇跡的にも破壊を免れ焼け残った。ただし、無傷で残ったわけではなく大きな損壊を受けた部位も所々にあった。そうした個所を修復して営業再開まで持ち込むのにおよそ3年の月日を要したという。

### 経営悪化
1988年（昭和62年）9月14日に、遠鉄百貨店が開業した。JR浜松駅連続立体交差事業に伴って発生した土地を利用して浜松駅の真横という好立地にオープンしたため、予想を上回るペースで業績を伸ばしており、松菱は反対に売上が頭打ち状態に陥っていた。行政からの要請もあって集客力向上のために新館の建設を決定した。
しかし、新館開業後も松菱の集客は思わしくなく、過去最高の売上を記録した新館開業初年1992年度でさえ、当初の目標であった350億円を大幅に下回る262億円に留まる結果となった。時期がバブル崩壊と重なったこともあって、それ以降も売上減少に歯止めがかからなかった。これに加えて新館の建設にかかった有利子負債が経営を圧迫したため、1995年2月期には4期連続の経常赤字を出したので、谷政二郎の子孫である谷隆が社長職から退くなど役員3人が役員から代表権を持つ取締役となって経営再建に取り組んだ。この際、代表取締役は3人中1人を除いて谷家以外の出身であり、糟谷富雄が営業、鈴木浩志が総務を担当した。
糟谷は資本と経営の分離は当然で従業員は歓迎すると主張しているが、名鉄百貨店による経営支援のうわさについては「両社とも全日本デパートメントストアーズ開発機構（A・D・O）に加盟しているので接点はあり、機会があれば共同で取り組むという話はしたが、企業同士の具体的な話はない」と否定しており、同様に提携している三越による経営支援についても三越側に余裕がないとして否定し、あくまで自主再建を行うとしていた。
一方、同年6月22日には制服を復活するほか、店員の私語雑談が多いため、顧客から3度苦情が出た店員を配置転換する「イエローカード制」の導入、関連会社や8か所あったギフトショップの整理によってリストラを進め、余剰人員で外商も強化することによって、売上高が下降しても利益を出せる体制を作り、1996年2月期の営業黒字化、1997年2月期の経常黒字化、2001年から2002年度ごろに累積赤字30億円の一掃を目指した。
この節で出典とした日本経済新聞の記事では糟谷への取材に対し、近畿日本鉄道の出資を受けて近鉄百貨店グループに入った兄弟店「丸物」や丸物・松菱グループ各店のように、松菱も他社資本への買収や消滅もありうると警鐘を鳴らしていた。6年後、この懸念は現実のものとなる。

## 経営破綻

### 友の会の資金流用
松菱には顧客から資金を集めて行う積立金優待制度「松菱友の会」が存在した。友の会は入会して毎月積み立てを行うと、1年後には積み立てた金額より1ヶ月分多い13ヶ月分の金額の買い物券を受け取ることができた。中高年の主婦層に人気で、会員数は49,660人、積立総額は約32億円にものぼったが、積立金は本来必要とされる独立会計など適切な運用がなされていなかった。松菱は新館建設時の借入金返済を売上から賄えなくなったため、友の会の積立金を会社の運転資金などに流用していた。
割賦販売法で定められた保証金の16億円（積立金32億円の50%）について、業績の悪化により保証会社の日本割賦販売から保証を受けることができなくなり、代わりの資金調達もできなかった。北脇保之浜松市長（当時）も支援企業探しに奔走したが見つからず、松菱友の会は静岡地方裁判所浜松支部に自己破産の申し立てを行い、破産の宣告を受けた。
この問題を重く見た当時の東海銀行（現在の三菱UFJ銀行）が真っ先に融資を打ち切り、当初は支援する方針だったメインバンクの静岡銀行もそれに同調するように融資を打ち切ったため経営が行き詰った。
松菱が倒産した2001年11月14日は友の会会員向けに行っていた優待販売会の初日であり、集まった会員らは、開かないシャッターの前で騒然とする事態となった。また翌15日は取引先への支払日、従業員への給与支払日であった。
松菱の倒産直前に友の会を退会したり、大量の商品券を金券ショップに持ち込んだりした客がいたことが後になって判明した。

### 経営破綻による影響
松菱は浜松を代表する老舗百貨店であり、景気の低迷などによって業績が悪化しても地元経済界が潰さないとの見方が地域住民の間に根付いていたため、松菱友の会はゼロ金利政策下の超低金利時代にあって確実な収益が期待できる資産運用法として中高年の主婦層に人気であった。
隣接するザザシティ浜松が前年の西館オープンに続き中央館のオープンを1ヶ月後に控え、空中連絡通路で結ばれた松菱とあわせてグランドオープン間近の時期だっただけに、松菱の倒産は市民にとって正に寝耳に水の事態であり、ショックも大きかったといえる。駅前から鍛冶町方面への客の流れが失われ、松菱との相乗効果を期待していたザザシティ浜松の集客にも大きく影響したと言われている。
同じ浜松市内を中心にスーパーマーケット「松菱マート」を運営する松菱商事は、松菱との資本関係はないにもかかわらず、支払い能力を疑問視され取引先からの商品の納入が滞るなどして店頭商品の欠品が相次ぎ、業績が急速に悪化。2002年6月には民事再生法の適用を申請するまでに追い込まれた。2003年2月期決算では4800万円の債務超過に陥っていた（現在はマックスバリュ東海の子会社として再生）。
その後、産業再生機構の支援を受けた百貨店の津松菱（三重県津市）にも影響を与えたといわれている。

### 破産宣告を受けた企業
松菱本体と関連会社2社が破産宣告を受けた。
- 株式会社松菱
- 株式会社松菱友の会 （2005年3月14日 破産終結）[20]
- 株式会社エムビー開発 （2005年7月20日 破産廃止）[21]

## 再開発計画
松菱の再建は断念され、代わりの商業施設を誘致する方向で再開発を行うことが決定した。2003年（平成15年）に松菱跡再生協議会の事業評価コンペが行われた。用途を商業施設に限定するという条件の下、2社が参加した。協議の結果、旧松菱の資産は大手雑貨店の「ロフト」を核とした事業提案をした浜松市の不動産会社、アサヒコーポレーション（靴製造のアサヒコーポレーションとは無関係、以下アサヒ社）に売却され、アサヒ社によって再開発が行われることとなった。
当初の事業計画では、2006年度（平成18年度）より松菱本館と共同ビルを取り壊して、地上8階・地下1階の再開発ビルを建設し、既存の新館（地上11階、地下1階）は改修を行って引き続き使用することとされた。再開発ビルは2008年（平成20年）3月の竣工を予定していた。新館には1Fから7Fまでロフトを入居させる計画であった。

### 大丸の出店構想
事業コンペなどの経緯から「商業施設にすることが筋」と浜松市に注文をつけられたことにより再度大手百貨店の誘致に乗り出す。
2006年（平成18年）5月、大丸とアサヒ社が出店に向けて水面下で調整していることが判明した。同年7月31日、アサヒ社、浜松市、大丸の3者による本格的な協議に入ったことが明らかになった。大丸側の意向により、新館も取り壊して単館の百貨店を建設する計画となるなど、事業計画には変更が加えられた。
大丸と松坂屋との経営統合が決まった後の2007年（平成19年）3月15日の記者会見において、大丸会長の奥田務は、大丸に代わって松坂屋が浜松に出店する可能性に含みをもたせる発言を行ったが、2007年（平成19年）6月11日には、出店した場合の店舗名について、松坂屋ではなく大丸とすることを決定した。
2007年（平成19年）7月24日、アサヒ社、大丸、浜松市の三者が、「大丸浜松店（仮称）」出店で基本合意した。2010年（平成22年）11月開店を目指し、地下4階地上9階（地下2階 - 4階：駐車場、地下1階 - 地上9階：営業階）、延床面積約67,400m2、営業面積34,000m2の県内最大規模の百貨店とする計画で、初年度売上は250億円が見込まれていた。
しかし、その後の調査で大量の地下水による難工事が予測されたことにより、開店日は2011年（平成23年）11月に延期された。
2008年（平成20年）9月にはついに三者合意が白紙になった。これを踏まえ、 鈴木康友浜松市長は市議会の答弁で一部地権者が出店に合意していないことを初めて公式に認めた。
その後、リーマンショックに端を発する急激な景気の悪化のため、百貨店業界は大幅な売上減に苦しみ、また市内経済が輸出型製造業に大きく依存する浜松市内は雇用、経営不安が起こるなど深刻な不況に陥った。その中、2009年（平成21年）1月26日に遂に大丸は出店を断念し、計画は完全に白紙に戻された。

### 現在
2017年（平成29年）と2019年（令和元年）、浜松市はアサヒ社に対して再開発を進捗させるよう勧告した。跡地は空き地のまま普段は柵で入れないようになっているが、軽トラ市のようなイベントの際に開放され使用されることがある。また2019年浜松市長選挙の際には候補者であった山本遼太郎陣営の選挙事務所が設置されていた。

## 補足
- 松菱百貨店の名物菓子として知られていた松菱饅頭は、松菱閉店後、製造元の秋芳堂によってカステラ饅頭として販売が継続されている。

- 破産時まで使われていた松菱の代表電話番号は、破産から7年後に浜松駅高架下に開店したビックカメラ浜松店が利用している。
- 閉店から8年後の2009年10月～11月に「思い出の松菱展」が浜松市立中央図書館で開催、開店時のチラシや店内の写真などが展示され、来場した多くの市民が会場に置かれたノートに松菱の思い出を書き込んだ。主催は浜松読書文化協力会と浜松市立中央図書館[26]。

- 松菱商事 - 本社：浜松市住吉3-12-31[27]（マツビシマート・シーズンセレクトの運営）
- 松菱フードサービス - 本社：浜松市田町273[27]（食品製造及び飲食店の運営）
- テクノマツビシ - 本社：浜松市鍛冶町124[1]
- 津松菱